# Desa Cikondang (administrativ by i Indonesien, lat -6,88, long 107,22)
Desa Cikondang är en administrativ by i Indonesien.   Den ligger i provinsen Jawa Barat, i den västra delen av landet, 80 km sydost om huvudstaden Jakarta.